# Friză

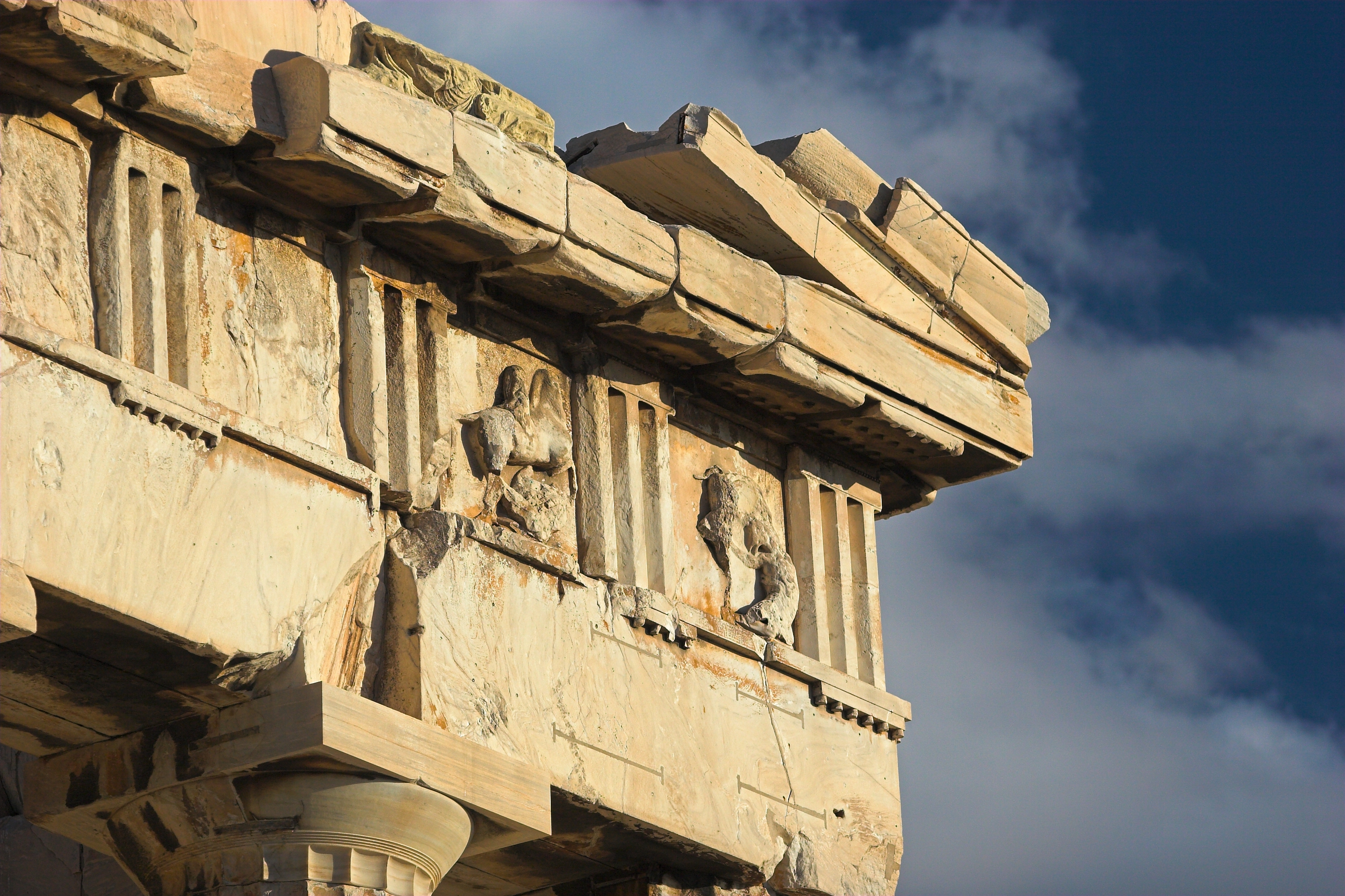
Detaliu din friza Partenonului, compusă din triglife și metope

În arhitectura clasică, friza este o parte componentă a antablamentului, cuprinsă între arhitravă și cornișă, de obicei împodobită cu picturi, basoreliefuri, caneluri ș.a.
Alte sensuri de utilizare ale cuvântului sunt:
- Ornament în formă de bandă orizontală cu picturi sau reliefuri în jurul unui vas, al unei săli sau al unui sarcofag.
- Sistem de ornamentare care presupune desfasurarea in flux continuu pe orizontala a compozitiei iconografice sau a motivului decorativ.[1]
- Piesă îngustă de cherestea, folosită la fabricarea lamelor de parchet, a chenarelor de uși, a lambriurilor.
- Chenar care înconjoară o pardoseală de parchet în lungul pereților, făcut din piese mai mari decât lamele parchetului.
- Ramă masivă de lemn în care se prind tăbliile unei uși. [variațiune, friz substantiv neutru] – Din franceză, frise.